# 杨海成
杨海成（1954年6月13日—），汉族，中华人民共和国政治人物、第十一届全国政协委员、香港企業家楊受成之弟。

## 生平
杨海成於1966年畢業於香港聖方濟各英文小學，1972年在九龍城中西英文書院完成預科課程，並入讀華夏書院，至1976年畢業。他後來於1981年成為九龍西區扶輪社社友，1993年至1998年任第八屆全國政協委員。另外又担任香港利高集团、澳門實德主席。2008年，他当选第十一届全国政协委员，代表特邀香港人士，分入第五十三组。